# جاده ئی۹۰۲ اروپا
جاده ئی۹۰۲ اروپا (به انگلیسی: European route E902) یکی از جاده‌های درجه ۲ قاره اروپا است.
این جاده که در کشور اسپانیا قرار دارد از شهر خائن شروع شده و در شهر مالاگا به پایان می‌رسد.